# 无叶莲属
无叶莲属（学名：Petrosavia）又名樱井草属，是无叶莲科下的一个属，为腐生草本植物。该属共有3种，分布于东亚及東南亞。

## 分类
无叶莲属最早被置于百合科，APG III和APG IV系统则位于无叶莲目下的无叶莲科。

## 下属物种
- 无叶莲 Petrosavia sinii
- 疏花无叶莲 Petrosavia sakuraii
- 星花无叶莲 Petrosavia stellaris